# Rakiel

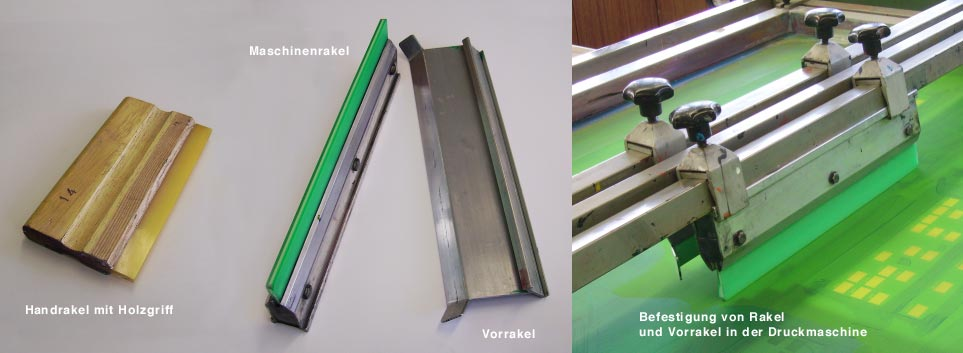
Rakle do sitodruku

Rakiel (3), zbierający farbę z cylindra wklęsłodrukowego (2)

Rakiel, rakla (z niem. rakel, przecierak) – narzędzie do zgarniania farby z elementów niedrukujących w rotograwiurze i wałka rastrowego we fleksografii, usuwania nadmiaru farby z płyty wzorcowej w tampondruku oraz do przeciskania farby przez oczka formy drukowej w sitodruku.
Podobne narzędzie stosuje się również w celu dociskania folii do klejonego podłoża (jest to tak zwany rakiel aplikacyjny).
Rakiel może być wykonany ze stalowej taśmy sprężynującej, twardego tworzywa sztucznego, twardej gumy lub gąbczastej tkaniny (w przypadku rakiela do folii).